# 中国国民党中央妇女部
中国国民党中央执行委员会妇女部，简称“国民党中央妇女部”，是中国国民党中央执行委员会设立的指导全国妇女运动的中央机关。

## 历史
1924年1月中國國民黨第一次全國代表大會宣言政纲对内政策部分第十二项规定：“于法律上、教育上、经济上、社会上，确认男女平等之原则，助进女权之发展。”中国国民党一届一中全会决议设立妇女部。负责妇女的发动和组织工作，动员妇女参加国民革命。第一任妇女部长是曾醒。1924年3月8日在广州召集中国首次纪念三八妇女节活动。1924年8月，何香凝担任中央妇女部长。蔡畅、邓颖超先后到达广州，积极协助何香凝工作。1926年1月16日中国国民党第二次全国代表大会通过《妇女运动决议案》。中央妇女部积极推动工作：调查各地妇女状况，举办妇女党务训练班、妇女运动讲习所、北伐工作团、贫苦妇女赠医所、罢工女工传习所、女工补习学校、短期救护班、儿童寄托所等，举行各种宣传活动、放足运动、慰劳北伐将士、救护伤兵。1928年中国国民党二届四中全会暂停一切民众运动，取消中央妇女部、农民、工人、商民、青年五部，合并为中央民众训练委员会，下设妇女科。1929年取消中央民众训练委员会，归并中央训练部。1930年1月中央训练部颁布《妇女团体组织原则》及《妇女团体组织大纲》，规定“妇女团体不得于三民主义及法律规定之范围以外为政治运动”，且为加强对妇女团体的管控，禁止成立纵的组织，规定妇女组织以县市为范围，若在县市以上成立组织，只能采取联合会的形式；若在各地设立分会，必须经中央或省党部之特许及政府之批准。1931年取消中央训练部，设立中央民众运动指导委员会。1933年鉴于九一八事变、一二八事变、长城抗战激发起各界包括妇女界抗日救亡团体层出不穷，中央民众运动指导委员会认为“应有一普通妇女团体作妇女运动之中心力量，并须规定统一名称以免去从前分歧杂乱之现状”，制订《妇女会组织大纲》及《妇女会组织大纲施行细则》，决定在各县市及省设立妇女会，由各地方政府主管。“其最高主管官署为内政部”“经费以会员负担为原则”。1935年改为中央民众训练部。
1938年3、4月间在武汉召开中國國民黨臨時全國代表大會通过的《抗战建国纲领》提出“训练妇女，俾能服务于社会事业，以增强抗战力量”。中央民众训练部改为中国国民党中央社会部下设妇女科。中国国民党中央妇女运动委员会：
- 主任委员沈慧莲
- 委员：沈慧莲、刘蘅静、唐国桢、陈逸云、吕云章、刘巨全、朱纶、陈婉慈、傅岩、罗衡、喻维华、莫国康、任培道、廖温音、陆翰芩

发布《妇女运动方案》，将吸纳各界妇女参加抗战建国作为妇女运动主题。
1940年7月中国国民党五届七中全会陈果夫、谷正纲等25人提《恢复设置妇女部以利妇女运动案》。经大会决议“照案通过”。复经中央党务委员会第153次会议决议：“先送党务委员会草拟组织条例，提会核议。”然而此项决议为未落实，蒋介石批示“缓办”。
1940年11月，中央社会部改隶行政院，中央妇女运动委员会暂归中央组织部主管。
- 主任委员沈慧莲
- 常务委员：沈慧莲、刘蘅静、陈逸云、张岫岚、吕云章
- 委员：沈慧莲、任培道、陈逸云、陆翰芩、吕云章、傅岩、唐国桢、庄静、刘巨全、罗衡、朱纶、童肖予、陶寄天、刘蘅静、廖温音、林苑文、张岫岚、冯云仙、刘天素、劳君晨、楼亦文。

在皖南事变后中共从各种国共合作的民众组织撤退共产党人和左派骨干的背景下，1941年4月7日至29日，中组部在重庆召开各地妇女运动干部人员会议，到会者18个省市50余人。开幕式上，中组部部长朱家骅讲话，对以往妇女运动提出批评，认为过去鼓动妇女走出家庭、主张打倒旧礼教、打倒贤妻良母等都是错误的，主张发扬母教精神，提出妇女运动的目标不应是争取平等权利，而是教育妇女如何来尽国民义务的问题，不赞成妇女参政运动，“兄弟以为做妇女运动的，对于妇女教育、妇女职业、妇女服务、妇女福利、家庭生活这些问题，应该多注意，务使每个妇女，在品格上，智识上，体力上，装饰上，乃至工作成绩上都能与男子并驾齐驱，甚至趋而上之，放算是妇运成功，至于一部分妇女参加政治活动也是应当，不过大家要明了政治活动，决不是妇女运动的全部，也不是妇女运动主要任务”。
1942年度，中国国民党新发展党员中，女性仅占3%。